# Olívio Nóbrega
Olívio Nóbrega (São Francisco do Sul,  – 14 de fevereiro de 1993) foi um político brasileiro.
Foi deputado à Assembleia Legislativa de Santa Catarina na 2ª legislatura (1951 — 1955), eleito pelo Partido Social Democrático (PSD).
Foi o primeiro prefeito de Garuva, nomeado provisoriamente após a instalação do município em 1964.